# Lego Marvel Bosszúállók: Vörös kód
A Lego Marvel Bosszúállók: Vörös kód (eredeti cím: Lego Marvel Avengers: Code Red) 2023-ban bemutatott amerikai 3D-s számítógépes animációs kalandfilm, amelyet Ken Cunningham rendezett.
Amerikában és Magyarországon 2023. október 27-én mutatta be a Disney+. 2024. június 1-én a Disney Channel is bemutatta.

## Cselekmény
A Bosszúállók összegyűlnek, hogy megmentsék New Yorkot, de miután Fekete Özvegy és apja, Vörös Őr között vita támad a nevelési stílusáról, rejtélyes körülmények között eltűnik. Ahogy a Bosszúállók nyomoznak, rájönnek, hogy a gonosz Gyűjtő elrabol minden olyan embert, akinek a nevében a "vörös" szó szerepel. Mivel elszántan meg akarja találni az apját, most Fekete Özvegyen múlik, hogy a Bosszúállók élén megtalálja a Gyűjtő gonosz rejtekhelyét, és kiszabadítsa a foglyokat a gonosz karmai közül.

## Szereplők
| Szereplő                         | Eredeti hang      | Magyar hang        |
| -------------------------------- | ----------------- | ------------------ |
| Tony Stark / Vasember            | Mick Wingert      | Fekete Ernő        |
| Arkady Rossovich / Vörös Omega   | Mick Wingert      | Seder Gábor        |
| Steve Rogers / Amerika Kapitány  | Roger Craig Smith | Dévai Balázs       |
| Natasha Romanoff / Fekete Özvegy | Laura Bailey      | Csondor Kata       |
| Thor                             | Travis Willingham | Sótonyi Gábor      |
| Bruce Banner / Hulk              | Fred Tatasciore   | Rajkai Zoltán      |
| Télapó                           | Fred Tatasciore   | Törköly Levente    |
| James Howlett / Farkas           | Steven Blum       |                    |
| T'Challa / Fekete Párduc         | James C. Mathis   | Debreczeny Csaba   |
| Sam Wilson / Amerika Kapitány    | Bumper Robinson   | Papp Dániel        |
| Alexei Shostakov / Vörös Őr      | Trevor Devall     | Király Attila      |
| Taneleer Tivan / A Gyűjtő        | Haley Joel Osment | Hamvas Dániel      |
| Johann Schmidt / Vörös Koponya   | Liam O’Brien      | Németh Gábor       |
| Betty Ross / Vörös Amazon        | Laura Post        | Bogdányi Titanilla |

## A film készítése
A filmet 2023. szeptember 18-án jelentették be, miután a Lego először szerepelt a San Diego-i Comic-Conon. A bejelentésével egy időben megjelent a film plakátja is, amely a Bosszúállók: Végjáték című film előtt tiszteleg. Az előzetes a Marvel HQ YouTube csatornáján jelent meg 2024. március 18-án.